# Riba kao hrana
Mnoge vrste ribe se konzumiraju kao hrana u virtualno svim regionima širom sveta. Riba je bila važan izvro proteina i drugih nutrijenata za ljude tokom istorije.
U kulinarskom i ribarskom kontekstu, riba može obuhvatati školjke, kao što su mekušaca, rakove i bodljokošce. U mnogim jezicima se ne pravi razlika između ribe kao životinje i hrane pripremljene od nje, kao što je to slučaj sa svinjom vs. svinjetina ili krava vs. govedina. Neki jezici to čine, kao u španskom peces vs. pescado. Savremena engleska reč za ribu dolazi od staroengreske reči fisc (množina: fiscas) koja se izgovarala kao i danas. Engleski takođe ima izraz morski plodovi koji obuhvata ribu koja se nalazi u morima i okeanima kao i drugi morski život koji se koristi kao hrana.
Od 1961. godine, prosečni godišnji porast globalne potrošnje ribe kao hrane (3,2 procenta) nadmašio je rast populacije (1,6 procenata) i premašio potrošnju mesa svih kopnenih životinja, kombinovanih (2,8 procenata) i pojedinačno (govedina, ovčetina, svinjetina i drugo), osim živine (4,9 procenata). Po stanovniku, potrošnja ribe u hrani porasla je sa 9,0 kg 1961. na 20,2 kg u 2015. godini, prosečnom stopom od oko 1,5 procenata godišnje. Širenje potrošnje je podstaknuto ne samo povećanom proizvodnjom, već i kombinacijom mnogih drugih faktora, uključujući smanjeno rasipanje, bolje iskorišćenje, poboljšane kanale distribucije i sve veću potražnju, povezano sa rastom stanovništva, rastom prihoda i urbanizacijom.
Evropa, Japan i Sjedinjene Američke Države zajedno su činile 47 procenata ukupne svetske potrošnje riblje hrane u 1961. godini, ali samo oko 20 procenata u 2015. godini. Od ukupno 149 miliona tona u 2015. godini, Azija je potrošila više od dve trećine (106 miliona tona sa 24,0 kg po glavi stanovnika). Okeanija i Afrika su konzumirale najmanji udeo. Ovaj pomak rezultat je strukturalnih promena u sektoru, posebno rastuće uloge azijskih zemalja u proizvodnji ribe, kao i značajnog jaza između stopa ekonomskog rasta zrelijih svetskih tržišta i onih u razvoju, posebno u Aziji.

## Nutricione vrednosti
| Poređenje nutrijenata u 100 g bele ribe i uljane ribe | Poređenje nutrijenata u 100 g bele ribe i uljane ribe | Poređenje nutrijenata u 100 g bele ribe i uljane ribe | Poređenje nutrijenata u 100 g bele ribe i uljane ribe |
| ----------------------------------------------------- | ----------------------------------------------------- | ----------------------------------------------------- | ----------------------------------------------------- |
| Nutrijent                                             | Bela riba Alaska pollock                              | Uljana riba Atlantic herring                          |                                                       |
| Energija ()                                           | 111                                                   | 203                                                   |                                                       |
| Protein (g)                                           | 23                                                    | 23                                                    |                                                       |
| Mast (g)                                              | 1                                                     | 12                                                    |                                                       |
| Holesterol (mg)                                       | 86                                                    | 77                                                    |                                                       |
| Vitamin B-12 (µg)                                     | 4                                                     | 13                                                    |                                                       |
| Fosfor (mg)                                           | 267                                                   | 303                                                   |                                                       |
| Selenijum (µg)                                        | 44                                                    | 47                                                    |                                                       |
| Omega-3 (mg)                                          | 509                                                   | 2014                                                  |                                                       |

Riba i riblji proizvodi na globalnom nivou pružaju prosečno svega 34 kalorije po glavi stanovnika dnevno. Međutim, više nego kao izvor energije, prehrambeni doprinos ribe je značajan u pogledu visokokvalitetnih životinjskih proteina koji se lako svaruju, i posebno u borbi protiv deficita mikronutrijenata. Porcija od 150 g ribe obezbeđuje oko 50 do 60 procenata dnevne potrebe za proteinima kod odrasle osobe. Riblji proteini su ključni u ishrani nekih gusto naseljenih zemalja u kojima je ukupan unos proteina nizak, a posebno su važni u ishrani u malim ostrvskim državama u razvoju.

## Zdravstvene beneficije
Istraživanja u poslednjih nekoliko decenija pokazala su da su hranjive materije i minerali u ribama, a naročito omega-3 masne kiseline koje se nalaze u pelagičnim ribama, pogodne za srce i da mogu da poboljšaju razvoj mozga i reprodukciju. Ovim je istaknuta uloga ribe u funkcionisanju ljudskog tela.

## Zdravstveni hazardi
Riba je najčešća hrana koja uzrokuje opstrukcije disajnih puteva i izaziva gušenje. Gušenje ribom bilo je odgovorno za oko 4.500 prijavljenih nesreća u Velikoj Britaniji 1998. godine.

### Alergeni
Alergija na morsku hranu je hipersenzitivnost na alergen koji može da bude prisutan u ribi, a posebno u školjkama. To može da rezultira prekomernom reakcijom imunskog sistema i dovesti do teških fizičkih simptoma. Većina ljudi koji imaju alergiju na hranu imaju i alergiju na morsku hranu. Alergijske reakcije mogu biti posledica gutanja morske hrane ili udisanja isparavanja pri pripremi ili kuvanju morske hrane. Najoštrija reakcija alergije na morsku hranu je anafilaksa, urgentno stanje koje zahteva hitnu pažnju. Leči se epinefrinom.

### Biotoksini
Neke vrste ribe, posebno naduvani fugu koji se koristi za suši, i neke vrste školki mogu proizvesti ozbiljna trovanja ako se ne pripremaju pravilno. Ove ribe uvek sadrže te otrove kao vid odbrane od predatora, a ne zbog specifičnih okolnosti životne sredine. Naročito, fugu ima smrtonosnu dozu tetrodotoksina u unutrašnjim organima i mora ga pripremiti licencirani fugu kuvar koji je položio državni ispit u Japanu. Ciguatersko trovanje može nastati konzumiranjem veće ribe iz toplih tropskih voda, poput brancina, grupera, barakuda i lucijana. Skombroidno trovanje može biti rezultat konzumacije krupnih uljastih riba koje su predugo stajale pre nego što su ohlađene ili zamrznute. Time su obuhvaćene skušovke poput tune i skuše, ali mogu biti obuhvaćene i neskombroidne vrste, kao što su mahi-mahi i amberdžek. Otrov je bez mirisa i ukusa.
Mnoge ribe jedu alge i druge organizme koje sadrže biotoksine (odbrambene materije protiv predatora). Biotoksini koji se akumuliraju u ribi/školjkama obuhvataju: brevetoksin, okadajsku kiselinu, saksitoksine, cigvatoksin i domoinske kiseline. Izuzev cigvatoksina, visoki nivoi tih toksina nalaze se samo u školjkama. Domoična kiselina i cigvatoksin mogu biti smrtonosni za ljude; ostali izazvaju dijareju, vrtoglavicu i (privremeni) osećaj klaustrofobije.
Školjke su hrane filtriranjem i na taj način akumuliraju toksine proizvedene mikroskopskim algama, poput dinoflagelate i dijatomeje, i cijanobakterija. Postoje četiri sindroma zvana trovanja školjkama, koji se mogu javiti kod ljudi, morskih sisara i ptica od konzumiranja toksičnih školjki. Oni su prvenstveno su povezani sa školjkama iz klase Bivalvia, ostrigama i školjakama familije Pectinidae. Ribe, poput sardela, takođe mogu da koncentrišu toksine kao što je domoična kiselina. Ako postoji sumlja da je došlo do trovanja, potrebno je tražiti lekarsku pomoć.

## Literatura
- Aquamedia, "Consumption of Fishery Products" retrieved from https://web.archive.org/web/20060223203558/http://www.feap.info/economics/Tradebalance_en.asp on 2007-09-17.
- Paston-Williams, Sara.  National Trust Books. Paston-Williams, Sara (2006). Fish: Recipes from a Busy Island. Pavilion Books. ISBN 9781905400072..
- Sweetser, Wendy.  Sterling Publishing Company. Sweetser, Wendy (2009). The Connoisseur's Guide to Fish & Seafood. Sterling Publishing Company. ISBN 9781402770517..
- Tidwell, J. H.; Allan, G. L. (2001). „Fish as food: Aquaculture's contribution: Ecological and economic impacts and contributions of fish farming and capture fisheries”. EMBO Reports. 2 (11): 958—963. PMC 1084135 . PMID 11713181. doi:10.1093/embo-reports/kve236.
- University of Michigan Health System, "Fish & Seafood" retrieved from https://web.archive.org/web/20070526011755/http://www.med.umich.edu/umim/clinical/pyramid/fish.htm on 2007-09-17.
- VegDining.com, "Frequently Asked Questions-Definitions" retrieved from http://www.ivu.org/faq/definitions.html on 2007-09-17.
- The State of World Fisheries and Aquaculture 2000, 2000, retrieved from http://www.who.int/nutrition/topics/3_foodconsumption/en/index5.html on 2007-11-17. World Health Organization.
- Guss, DA (1998). „Scombroid fish poisoning: successful treatment with cimetidine”. Undersea Hyperb Med. 25 (2): 123—5. PMID 9670438. Архивирано из оригинала 11. 08. 2011. г. Приступљено 12. 8. 2008.
- Buchholz U, Mouzin E, Dickey R, Moolenaar R, Sass N, Mascola L (2000). „Haff disease: from the Baltic Sea to the U.S. shore”. Emerging Infectious Diseases. 6 (2): 192—5. PMC 2640861 . PMID 10756156. doi:10.3201/eid0602.000215.
- de Haro, L.; Pommier, P. (2006). „Hallucinatory fish poisoning (ichthyoallyeinotoxism): two case reports from the Western Mediterranean and literature review.”. Clinical Toxicology. 44 (2): 185—8. PMID 16615678. S2CID 41191477. doi:10.1080/15563650500514590.
- Clark, R. F.; Williams, S. R.; Nordt, S. P.; Manoguerra, A. S. (1999). „A Review of Selected Seafood Poisonings”. Undersea and Hyperbaric Medicine. 26 (3): 175—184. PMID 10485519. Архивирано из оригинала 11. 08. 2011. г. Приступљено 21. 12. 2019.
- Dawson, JF; Holmes, CF (oktobar 1999). „Molecular mechanisms underlying inhibition of protein phosphatases by marine toxins.”. Frontiers in Bioscience. 4 (1–3): D646—58. PMID 10502549. doi:10.2741/dawson.
- Watkins, S. M.; Reich, A.; Fleming, L. E.; Hammond, R. (2008). „Neurotoxic shellfish poisoning”. Marine Drugs. 6 (3): 431—455. PMC 2579735 . PMID 19005578. doi:10.3390/md20080021 .
- Landsberg, J. H. (2002). „The Effects of Harmful Algal Blooms on Aquatic Organisms”. Reviews in Fisheries Science. 10 (2): 113—390. S2CID 86185142. doi:10.1080/20026491051695.
- Clark RF, Williams SR, Nordt SP, Manoguerra AS (1999). „A review of selected seafood poisonings”. Undersea Hyperb Med. 26 (3): 175—84. PMID 10485519. Архивирано из оригинала 11. 08. 2011. г. Приступљено 12. 8. 2008.

## Spoljašnje veze
- Science Daily Benefits Of Eating Fish Greatly Outweigh The Risks, New Study Says
- Science Daily Experts Say Consumers Can Eat Around Toxins In Fish
- Scientific American[мртва веза] Soy and fish protect from cancer: study.
- Seafood Recipes Архивирано на веб-сајту  (21. децембар 2019) from Gourmet Recipe.
- „Fish as Food”. New International Encyclopedia. 1905.